# Aysel Yollu-Tok

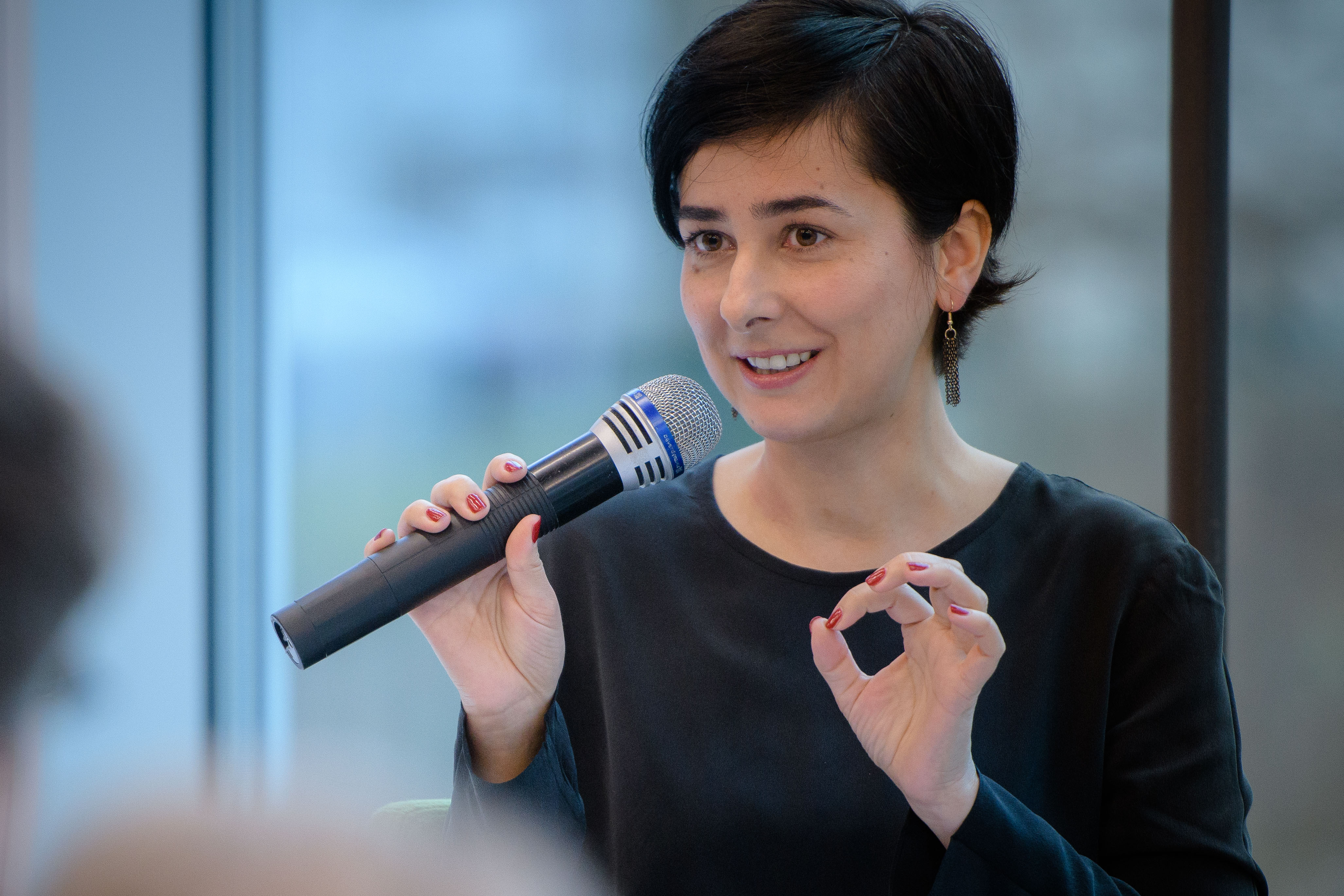
Aysel Yollu-Tok 2017 in der Heinrich-Böll-Stiftung

Aysel Yollu-Tok (* 1979) ist eine deutsche Wirtschaftswissenschaftlerin, Soziologin und Hochschullehrerin türkischer Abstammung. Sie ist Direktorin des Harriet-Taylor-Mill-Instituts für Ökonomie und Geschlechterforschung an der Hochschule für Wirtschaft und Recht Berlin sowie seit April 2019 Vorsitzende der Sachverständigenkommission für den Dritten Gleichstellungsbericht der Bundesregierung.

## Leben und Wirken
Aysel Yollu-Tok studierte von 1999 bis 2005 Wirtschaftswissenschaften sowie in den Nebenfächern Politische Wissenschaft und Soziologie an der Universität Erlangen-Nürnberg. Im Anschluss arbeitete sie als wissenschaftliche Mitarbeiterin an der Universität Koblenz-Landau im Institut für Sozialwissenschaften, wo sie 2009 in Volkswirtschaftlehre promovierte. Bis 2012 war sie Forschungsbeauftragte beim unabhängigen Wirtschaftsforschungsinstitut WifOR in Darmstadt. Ab 2011 lehrte sie als Gastdozentin Wirtschaftswissenschaften, insbesondere Volkswirtschaftslehre und Gender Studies am Harriet-Taylor-Mill-Institut für Ökonomie und Geschlechterforschung an der HWR Berlin. Von 2012 bis 2013 war sie Gastprofessorin für Volkswirtschaftslehre an der Universität Hamburg im Fachbereich Sozialökonomie. Zwischen 2014 und 2017 lehrte sie als Professorin für Sozialpolitik und Soziale Ökonomie an der Hochschule München. Seit Oktober 2017 hat sie eine Professur für Volkswirtschaftslehre mit dem Fokus auf Wirtschafts- und Sozialpolitik an der HWR Berlin. Im März 2020 wurde Aysel Yollu-Tok Direktorin des Harriet-Taylor-Mill-Instituts für Ökonomie und Geschlechterforschung.

## Forschung und Lehre
Yollu-Tok zählt als Expertin auf den Gebieten Gender und Arbeitsmarktökonomie. Sie lehrt Grundlagen der Volkswirtschaftslehre (Mikro- und Makroökonomie), Arbeitsmarktökonomie, Gender Economics, Sozialversicherung sowie Arbeitsmarkt- und Sozialpolitik.
Zu ihren Forschungsschwerpunkten gehören feministische Ökonomie, Arbeitsmarkt- und Sozialpolitik, Gleichstellungspolitik und Verhaltensökonomik.

## Öffentliche Ämter
Aysel Yollu-Tok wurde im April 2019 von Bundesfamilienministerin Franziska Giffey in die Sachverständigenkommission für den Dritten Gleichstellungsbericht der Bundesregierung berufen und ist deren Vorsitzende. Zuvor war sie bereits Mitglied der Sachverständigenkommission für den Zweiten Gleichstellungsbericht und Mitglied der Arbeitsgemeinschaft der Frauen- und Geschlechterforschungseinrichtungen der Berliner Hochschulen.
2020 wurde sie in das Kuratorium Deutsche Altershilfe berufen.

## Publikationen und Aufsätze (Auszug)
- Peter Hammerschmidt, Juliane Sagebiel, Aysel Yollu-Tok (Hrsg.): Die Soziale Arbeit im Spannungsfeld der Ökonomie. AG SPAK, Neu-Ulm 2017, ISBN 978-3-945959-16-9.
- Aysel Yollu-Tok: Konvergenz von Sozialstaaten? Das Beispiel der EU. In: G. Kubon-Gilke (Hrsg.): Gestalten der Sozialpolitik. Band 2/2018, Marburg, S. 1101–1115.
- Aysel Yollu-Tok, Garzón, F. Rodríguez: Feministische Ökonomik als Gegenprogramm zur Standardökonomik. In: Erlei, Haucap (Hrsg.): Mainstream vs. heterodoxe Ökonomik: Forschungsprogramme im Vergleich. Sonderheft des List-Forums für Wirtschafts- und Finanzpolitik, 44 (2018), S. 725–762.
- Aysel Yollu-Tok: Sozialpolitische Leitbilder als normative und situative Kompositionen – Das Beispiel Deutschland. In: G. Wegner (Hrsg.): Fiktionen der Fülle. Religiöse Kommunikation und sozialpolitische Kultur. Sozialwissenschaftliches Institut, Evangelische Verlagsanstalt, Leipzig 2020, S. 189–203.
- Andrea-Hilla Carl, Stefanie Kunze, Yasmin Olteanu, Özlem Yildiz, Aysel Yollu-Tok (Hrsg.): Geschlechterverhältnisse im Kontext von Unternehmen und Gesellschaft. Nomos, Baden-Baden 2020, ISBN 978-3-8487-6628-4.